# Apparizione di san Francesco su un carro di fuoco
L'Apparizione di san Francesco su un carro di fuoco è l'ottava delle ventotto scene del ciclo di affreschi delle Storie di san Francesco della Basilica superiore di Assisi, attribuiti a Giotto. Fu dipinta verosimilmente tra il 1295 e il 1299 e misura 230x270 cm.

## Descrizione e stile
Questo episodio appartiene alla serie della Legenda maior (IV,4) di san Francesco: "Pregando il beato Francesco in un tugurio ed essendo i suoi frati in un altro tugurio fuori dalla città, alcuni riposando e altri perseverando nelle orazioni, ed essendo il santo corporalmente lontano dai suoi figli, ecco che costoro videro il beato Francesco sopra un carro infocato e splendente correre per la casa, circa la mezzanotte, mentre il tugurio risplendeva d'una grande luce; onde stupirono quelli che vegliavano, si destarono e spaventarono gli altri che dormivano." Ecco la potente visione del carro in cielo, che è inclinato a sottolineare una dimensione di sogno. Inoltre l'eccezionalità della visione è sottolineata dall'opposta scelta del punto di vista focale rispetto a quello dell'architettura. La trasfigurazione è sottolineata da raggi di luce che circondano il corpo del santo. La capanna descritta da Bonaventura ha lasciato il posto a un sontuoso palazzo, decorato da fregi, lacunari, medaglioni e intarsi cosmateschi.
Notevole è la resa del volume del corpo del cavallo in primo piano, mentre il secondo si intravede appena, essendo coperto dal primo, una convenzione stilistica ereditata da modelli più antichi. Anche la forma del carro e le sue decorazioni ricordano antichi bassorilievi architettonici romani. Nei volti dei due frati a destra Bruno Zanardi e Federico Zeri individuarono lo stile del secondo capobottega.